# Mark Mboya Kotieno
 Mark Mboya Kotieno (ur. 23 marca 2000 w Mombasie) – niemiecki koszykarz, występujący na pozycji środkowego, od 2023 zawodnik Niedźwiadków Przemyśl.
Mark Mboya Kotieno ma 206 cm wzrostu. Urodził się w Mombasie w Kenii i ma 23 lata. Jest synem Polki i Kenijczyka. Jako niemiecki koszykarz z polskim paszportem całą dotychczasową karierę spędził w Niemczech. Grał w niższych ligach: MTV Herzoege Wolfenbuettel, Baskethall Loewen Erfurt, Dragons Rhoendorf. Miał związek z Telekom Basket Bonn, ale nie zagrał w tej drużynie. W sezonie 2022/2023 grał w Panthers Schwenningen, ostatnia drużyna drugiej ligi niemieckiej (bilans 5-29), zajął ostatnie - 18 miejsce i spadł do trzeciej ligi. Na 21 z 33 rozegranych spotkań wychodził w pierwszej piątce, na parkiecie spędzał średnio po 26 minut, do 6,6 punktu dokładał 3,8 zbiórki i dwie asysty, trafił 22/28 rzutów wolnych i 27/88 "trójek", zdobył 217 punktów. 19 lipca 2023 został zawodnikiem PGE Spójni Stargard. 7 listopada 2023 dołączył do pierwszoligowych Niedźwiadków Przemyśl.